# Gubernia Smolensk
Gubernia Smolensk (în rusă Смоленская губерния) a fost o diviziune administrativă (gubernie) a Țaratului Rusiei, Imperiului Rus și RSFS Ruse, care a existat, cu întreruperi, între anii 1708 și 1929.
Gubernia Smolensk, împreună cu alte șapte gubernii, a fost înființată în 18/29 decembrie 1708 prin ukazul țarului Petru cel Mare. La fel ca și în cazul celorlalte gubernii, nu au fost stabilite granițe și nici subdiviziuni interne ale guberniei Smolensk; în schimb, teritoriul său a fost definit ca fiind format dintr-o serie de orașe și din terenurile adiacente acelor orașe.

## Istoric
Gubernia Smolensk a fost desființată pe 17/28 iulie 1713, iar teritoriul său a fost împărțit între guberniile Moscova și Riga. Ea a fost reînființată în anul 1726, apoi inclusă în 1775, împreună cu părți ale guberniilor Moscova și Belgorod, în Viceregatul Smolensk. Gubernia Smolensk a fost din nou restaurată în 1796.
După Revoluția din Octombrie 1917, Gubernia Smolensk a format baza Regiunii Vest/Comunei Vest, Republicii Socialiste Sovietice Belarus, Republicii Sovietice Socialiste Lituaniano-Bieloruse (Litbel) și a fost încorporată în cele din urmă în RSFS Rusă.
În cele din urmă, pe 14 ianuarie 1929, Gubernia Smolensk a fost desființată, iar teritoriul său a fost inclus în Regiunea Vest.

## Subdiviziuni
| #  | Oraș               | #   | Oraș                 | #   | Oraș      |
| -- | ------------------ | --- | -------------------- | --- | --------- |
| 1. | Smolensk           | 7.  | Meșcevsk             | 13. | Serpeisk  |
| 2. | Beliaia            | 8.  | Mosalsk              | 14. | Starița   |
| 3. | Borisovo Gorodișce | 9.  | Odoiev               | 15. | Vorotinsk |
| 4. | Dorogobuj          | 10. | Peremîșl             | 16. | Veazma    |
| 5. | Kozelsk            | 11. | Pogoreloie Gorodișce | 17. | Zubțov    |
| 6. | Lihvin             | 12. | Roslavl              |     |           |

## Demografie

### Limbă
- Populația după limba maternă conform recensământului imperial din 1897.

| Limba maternă | Număr     | procent (%) | bărbați | femei   |
| ------------- | --------- | ----------- | ------- | ------- |
| Rusă          | 1.397.875 | 91,6        | 655.460 | 742.415 |
| Bielorusă     | 100.757   | 6,6         | 48.663  | 52.094  |
| Ebraică       | 10.903    | 0,7         | 6.049   | 4.854   |
| Poloneză      | 7.314     | 0,5         | 4.855   | 2.459   |
| Letonă        | 3.485     | 0,2         | 1.770   | 1.715   |
| Germană       | 1.727     | 0,1         | 879     | 848     |
| Ucraineană    | 1.374     | 0,0         | 1.247   | 127     |
| Țigănească    | 661       | 0,0         | 338     | 323     |
| Estonă        | 301       | 0,0         | 158     | 143     |
| Tătară        | 291       | 0,0         | 281     | 10      |
| Lituaniană    | 255       | 0,0         | 226     | 29      |
| Altă limbă    | 336       | 0,0         | 190     | 146     |
| Total         | 1,525,279 | 100,0       | 720,116 | 805,163 |

### Religie
- Conform recensământului Imperial de la 1897.[3]

| Religie                                                         | Număr     | procent (%) | bărbați | femei   |
| --------------------------------------------------------------- | --------- | ----------- | ------- | ------- |
| Pravoslavnici                                                   | 1.480.110 | 97.0        | 696.506 | 783.604 |
| Rascolnici și alte grupuri desprinse din Biserica Pravoslavnică | 20.728    | 1.4         | 9.164   | 11.564  |
| Iudaici                                                         | 11.144    | 0.7         | 6.186   | 4.958   |
| Romano-catolici                                                 | 8.487     | 0.6         | 5.631   | 2.856   |
| Luterani                                                        | 4.303     | 0.3         | 2.218   | 2.085   |
| Islamici                                                        | 294       | 0.0         | 283     | 11      |
| Reformați                                                       | 83        | 0.0         | 50      | 33      |
| Caraiți                                                         | 41        | 0.0         | 25      | 16      |
| Armeni gregorieni                                               | 11        | 0.0         | 7       | 4       |
| Anglicani                                                       | 9         | 0.0         | 3       | 6       |
| Armeni catolici                                                 | 3         | 0.0         | 1       | 2       |
| Menoniți                                                        | 2         | 0.0         | 1       | 1       |
| Alte denominațiuni creștine                                     | 50        | 0.0         | 30      | 20      |
| Alți necreștini                                                 | 6         | 0.0         | 6       | 0       |
| Total                                                           | 1.525.279 | 100.0       | 720.116 | 805.163 |